# Centro de Instrucción de Medicina Aeroespacial
El Centro de Instrucción de Medicina Aeroespacial (CIMA) es un organismo militar de sanidad especializado en medicina aeronáutica, dependiente del Mando de Personal del Ejército del Aire de España. Actualmente tiene su sede junto a la Base de Torrejón (Madrid).
El CIMA, es responsable de la exploración física y psicológica de pilotos, tripulaciones aéreas, controladores y paracaidistas pertenecientes a cualquiera de las tres ramas de las Fuerzas Armadas, Guardia Civil, Cuerpo Nacional de Policía, Servicio de Vigilancia Aduanera y aviación civil (tanto de transporte como de pasajeros). También participa en los procesos de selección del personal volante y realiza labores de docencia e investigación en los campos relacionados con su actividad. Ofrece los siguientes servicios clínicos:
1. Cardiología
2. Otorrinolaringología
3. Oftalmología
4. Psiquiatría
5. Odontología
6. Psicología
7. Diagnóstico por imagen
8. Laboratorio

Esta unidad gestiona licencias de tripulaciones y controladores aéreos civiles en virtud de una acreditación de la Agencia Estatal de Seguridad Aérea y algunos de sus médicos especialistas participan en las comisiones que investigan los accidentes de aeronaves militares y colaboran con la Comisión de Investigación de Accidentes e Incidentes de Aviación Civil.
Su antecedente fue el Centro de Reconocimiento de Pilotos creado en Cuatro Vientos (Madrid) en el año 1912. En 1940 se inauguraron los Institutos de Medicina Aeronáutica de Madrid y Sevilla, a los que les sucedió dos años más tarde el Centro de Investigación de Medicina Aeronáutica, CIMA, que estuvo ubicado en la Ciudad Universitaria. En 1974 el CIMA trasladó su sede al recinto del Hospital del Aire, situado en la calle Arturo Soria de Madrid. En 1980 se cambia su denominación por la de Centro de Instrucción de Medicina Aeronáutica para continuar adscrito al Ministerio de Defensa, ya que los centros de investigación de titularidad estatal pasaron a depender del Ministerio de Educación y Ciencia. En el mes de noviembre de 2002 el CIMA, ya como Centro de Instrucción de Medicina Aeroespacial, pasó a formar parte de la Red Sanitaria Militar bajo la Inspección General de Sanidad de la Defensa. Once años después se decidió su reincorporación al Ejército del Aire. En el año 2014 se trasladó a su ubicación actual, situada junto a la Base Aérea de Torrejón.